# Comuna Rägavere
Rägavere este o comună (vald) din Comitatul Lääne-Viru, Estonia.
Comuna cuprinde 14 sate.

Reședința comunei este satul Ulvi.

## Localități componente

### Sate
- Aasuvälja
- Kantküla
- Kõrma
- Lavi
- Miila
- Mõedaka
- Männikvälja
- Nurkse
- Nõmmise
- Põlula
- Sae
- Uljaste
- Ulvi
- Viru-Kabala